# 長興寺 (前橋市)
長興寺（ちょうこうじ）は、群馬県前橋市茂木町にある曹洞宗の寺院。
愛知県豊川町の妙厳寺（豊川稲荷）の末寺にあたる。また、長興寺も前橋市堀越町の永龍寺や伊勢崎市の天増寺などの末寺を持つ。

## 概要
稲垣長茂（鳥羽藩主家稲垣家初代当主）が、伊勢崎藩在封期の慶長年中に、妙厳寺9世である天室伊尭を開山に迎えて、稲垣家菩提寺として開基したと伝承される。他方、稲垣長茂が大胡藩主牧野康成から独立する以前、大胡に居を構えた時期の開基という説もあり、『大胡町誌』では天正18年（1590年）、『前橋風土記』では文禄3年（1594年）の開創としている。
慶長6年（1601年）幕府から50石の朱印状を与えられた。
元和4年（1618年）大胡藩主牧野忠成が越後長岡藩に転封になった際、当寺の僧の天室恵鏡が同行して長岡城下（現在の新潟県長岡市）に普嶽山長興寺を建てている。
大正7年（1918年）、不審火により本堂・庫裏などを焼失し、同11年に再建。
太平洋戦争中は王子第一国民学校の児童職員の集団疎開の受け入れを行った。
昭和42年（1967年）、境内の敷地の一部に大胡保育園（現・大胡第一保育園）を設置。

## 墳墓等
境内には牧野家老臣であった稲垣長茂の父の重宗（法名道善）の墓や同じく牧野家老臣で後に徳川家直参となった山本成行（帯刀左衛門尉）夫妻の墓（現在は供養塔）がある（山本成行は越後長岡藩家老の山本帯刀家の祖である）。
また、同寺墓地には大河内二右衛門（前橋藩酒井家家臣・大胡城代）夫妻の墓、同じく前橋藩酒井家家臣の村上重清一族の墓、その他にも同藩大胡在勤の武士であった成瀬・依田・増尾・林野・赤堀・横山など各家の墳墓がある。
このほか、川越藩士・赤羽三蔵宗忠が主命を帯びてこの地に至るが、客死したためにこの寺に葬られ、宗忠の遺言に感じ入った当時の大胡村の住民が寺の西南300メートルほどの地点に建碑している。

## 周辺
- 大胡駅
- 本応寺